# Angers
Angers (ejtsd: Anzsé), város Franciaországban. Loire mente régió Maine-et-Loire megyéjének székhelye (prefektúra). Az európai középkorban számottevő történelemalakító szerepet betöltő Anjou (történelmi régió) közigazgatási és politikai központja volt. Franciaország kulturális és történelmi városa címet viseli.

## Földrajzi fekvése

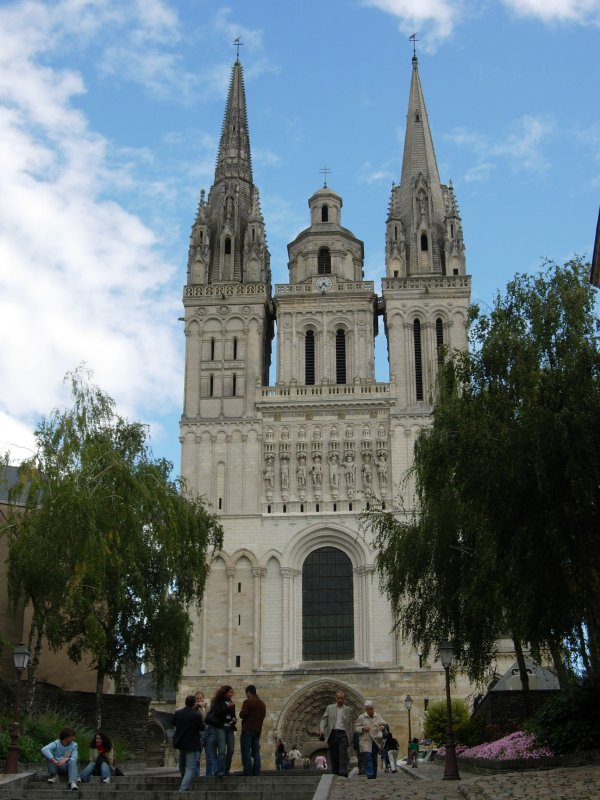
Az angers-i Saint-Maurice katedrális

A Nantes-Le Mans-tengely középpontján fekszik. Határában ömlik a Maine(ejtsd : men) a Loire-ba. Az Angers Loire Métropole urbanisztikai tömb 31 községet ölel föl 283 000 lakossal 510 négyzetkilométeren.

## Története
Az i. e. 5. században az Andok vagy Andekávok kelta-gall törzse telepedett le a vidéken: a város tőlük nyerte nevét. A település a római időkben a Iuliomagus néven volt ismert.
Angers a történelmi és földrajzi Anjou, a 864-től grófságként, majd az 1360-tól hercegségként megszervezett állam (a mai Sarthe, Mayenne, Vienne, Indre-et-Loire és Deux-Sèvres megye) fővárosa volt. Anjou-t 1481-ben csatolják hivatalosan a francia koronához. 1790-ben a megyésítéskor a területet a föntemlített megyékre osztották föl.

## Lakossága és felekezetei
1793-ban 33 900, 1906-ban 83 935, 1954-ben 102 142, 2009-ben 156 927 lakosa volt. Franciaország egészéhez hasonlóan, a lakosság túlnyomó többsége római katolikus. A jelenleg két mecsetet működtető muzulmán vallású lakosok számára nagymecset megépítését tervezik 2013-ra. A város gótikus stílusban épült református templommal (rue du Musée utca) és zsinagógával (rue du Val de Maine utca) is rendelkezik.

## Népesség
A település népességének változása:

## Közlekedés
A városban egyetlen vonalból álló villamoshálózat üzemel.

## Turisztikai látnivalók

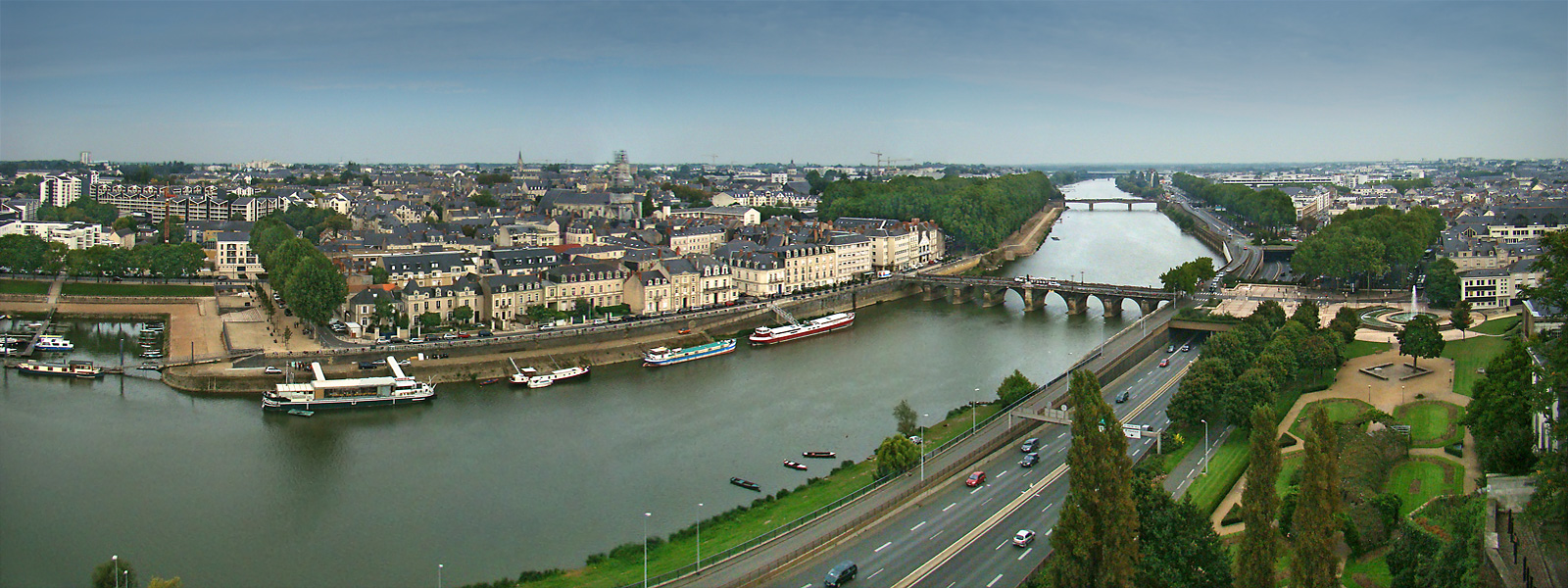
Angers és hídjai a Maine fölött

Példás gondossággal karbantartott műemlékei révén, Angers erőteljesen magán viseli a hajdan virágzó középkori főváros jegyeit.
- Angers-i várkastély (Château d'Angers).  A 13. és a 15. század között épült. Kerülete közel egy kilométer. 17 toronnyal ékesített épületegyüttes. 1950-től a várban megtekinthető az eredetileg 140 méter hosszúságú Tapisserie de l'Apocalypse, amelyet I. Louis d’Anjou rendelt a neves Nicolas Bataille (1330-1405) faliszőnyegkészítő mestertől Hennequin de Bruges flamand festő művének a nyomán.
- Saint-Maurice katedrális (Cathédrale Saint-Maurice). Épült a 13. és a 14. század között.
- Maison d'Adam. Épült az 1500-as évek körül. A középkori építészet e máig fönnálló remekműve jelenleg az Angers-i Kézművesek Háza.
- Saint-Aubin Torony (Tour Saint-Aubin). 54 méter magas. Épült 1170-ben. A torony a Szent Aubin Apátság része volt. Szent Aubin (ejtsd : obee) breton származású volt. 468-ban vagy 469-ben született, meghalt 550 után. 529-től Angers püspökeként tevékenykedett. Ünnepe a Római Katolikus Egyházban március elseje.
- Pellengérre állítás tere (Place du Pilori). A középkori büntetések egykori színhelyét képező teret műemléképületek szegélyezik.
- La Doutre (szó szerint : a Túlsó). Az angers-i várkastéllyal szemben, a Maine túloldalán található, középkori hangulatú városrész.
- Angers műemlékeinek részletes ismertetése (franciául)

## Múzeumok
- Musée Pincé (Logis Pincé). Épült 1525 és 1535 között. Az Ókor és a Távol-Kelet műtárgyait bemutató múzeum.
- Szépművészeti Múzeum (Musée des Beaux-Arts d'Angers)
- Jean Lurçat (1892-1966) Faliszőnyeg és Kortárs Képzőművészeti Múzeum (Musée Jean Lurçat). A múzeumot az egykori Szent János Ispotály (Ancien Hôpital Saint-Jean, 12. század) épületében rendezték be.
- David d'Angers (1788-1856) Szobrászati Múzeum (Galerie David d’Angers). A múzeum az egykori Toussaint (13. század) apátság épületében nyílt meg.
- Természettudományi Múzeum (Musée d'histoire naturelle)

## Iskolák, főiskolák, egyetemek
- Lycée Chevrollier
- Lycée David-d'Angers
- Lycée Joachim-du-Bellay
- Lycée La Baronnerie
- Angers-i Katolikus Egyetem (Université Catholique de l'Ouest)
- Angers-i Egyetem (Université d'Angers)
- École nationale supérieure d'arts et métiers (ENSAM)
- École supérieure des sciences commerciales d'Angers (ESSCA)
- Institut des mathématiques appliquées (IMA)
- Institut national d'horticulture et du paysage (INH)
- Institut des sciences et techniques de l'ingénieur d'Angers (ISTIA])
- Institut supérieur angevine en informatique et productique (ISAIP])
- Institut universitaire de formation des maîtres (IUFM)

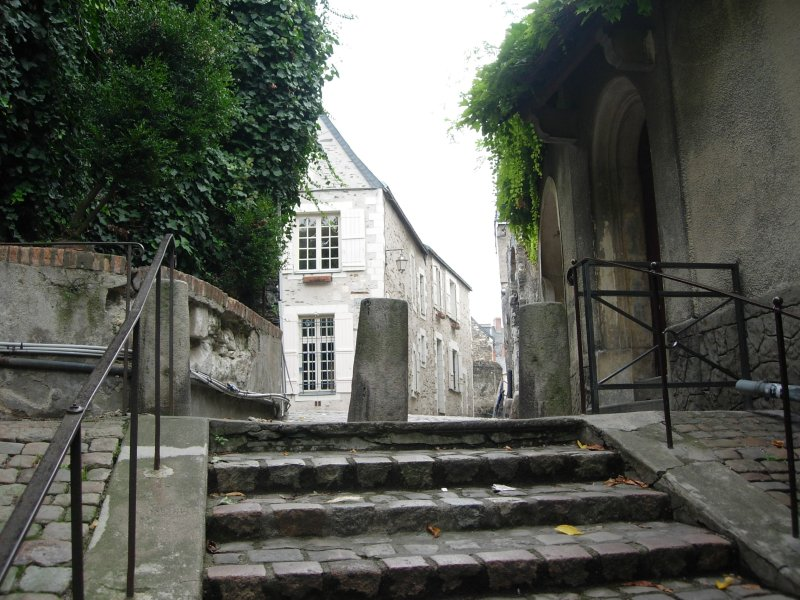
Az Óvár (La Cité) egyik utcája

A város különböző fokozatú iskolaközpontjaiban közel 35 ezer diák évente tanult.

## Angers neves szülöttjei
- René nápolyi király, 15. század
- Jean Bodin, jogász, filozófus, 16. század
- Joseph Louis Proust (1754–1826), kémikus
- André Leroy (1801–1875), , szakíró. Botanikai szakmunkákban nevének rövidítése: „Leroy”.
- Michel-Eugène Chevreul, kémikus 19. század
- Pierre Jean David d’Angers, szobrászművész, 19. század
- René Voisin (1883–1952) trombitás
- Hervé Bazin (1911–1996), prózaíró
- Henri Dutilleux (1916–2013), zenészező
- Daniel Gélin (1921–2002), színész
- Jacques Loussier (1934–2019), zenészező
- Evy (Evelyne Verrechia, később Evelyn Lenton; 1945. december 16.– ) francia énekesnő
- Nicolas Mahut (* 1982), teniszező

## Angers-hez kötődő személyiségek
- Joachim du Bellay, költő, 16. század
- Jean-Claude Brialy, színész, filmrendező, író, 20. század
- Jeanne Moreau, színésznő, 20. század
- Michel Debré, politikus, Franciaország miniszterelnöke, 20. század
- Bréda Ferenc, esszéíró, irodalomtörténész

## Testvérvárosai
- Haarlem, Hollandia
- Osnabrück, Németország
- Bamako, Mali
- Pisa, Olaszország
- Wigan, Anglia
- Jantáj, Kína
- Södertälje, Svédország (együttműködési kapcsolat)
- Sevilla, Spanyolország (együttműködési kapcsolat)

## Galéria

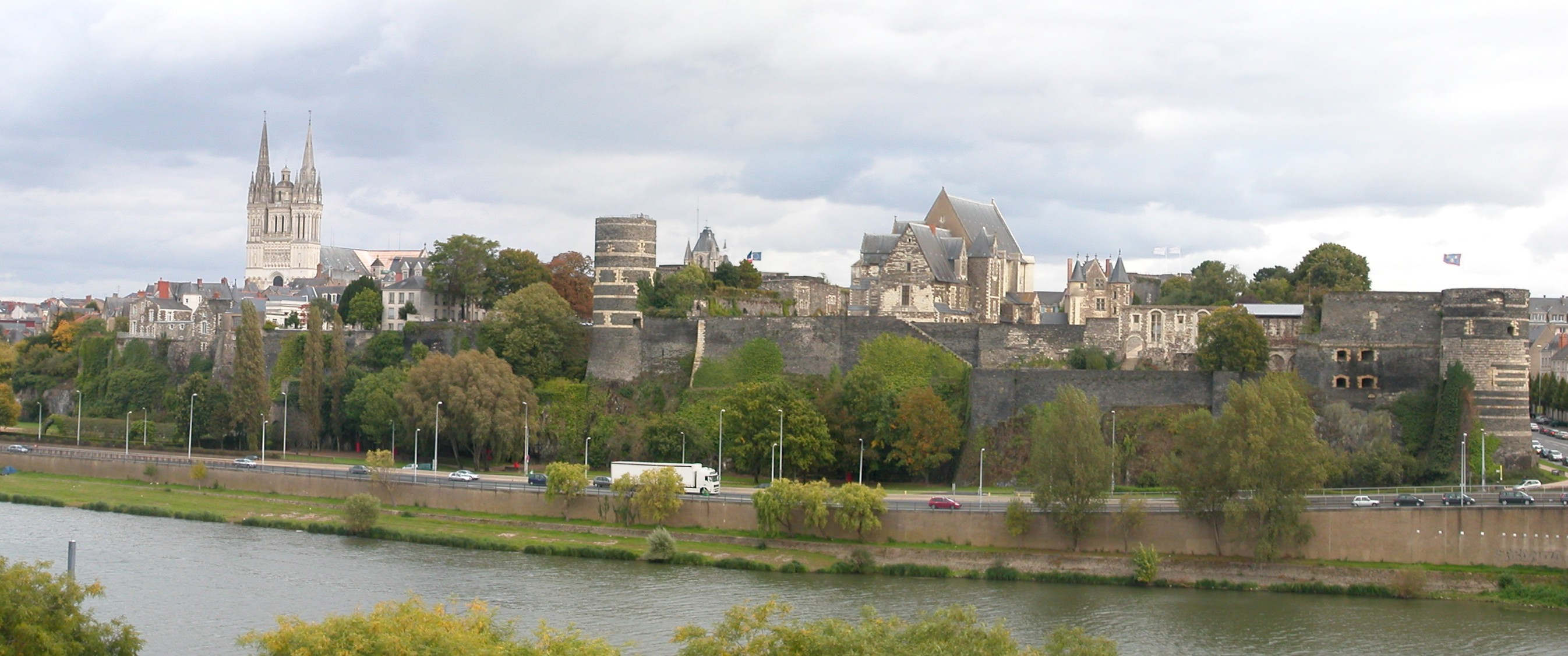
Angers látképe a Maine túloldaláról, a La Doutre-ból tekintve
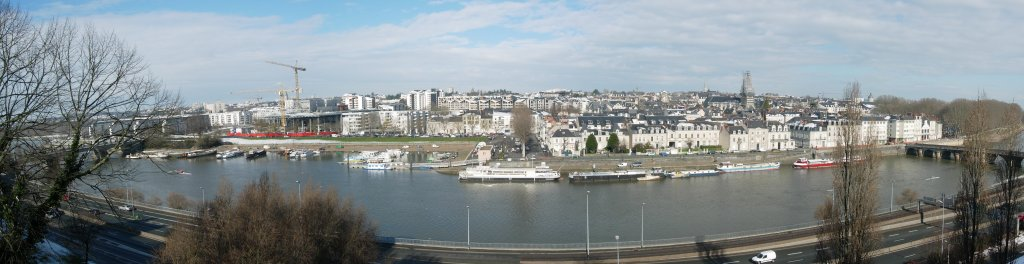
Angres La Doutre nevű városrésze
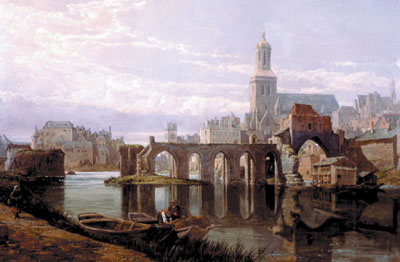
Angers és a Pont de Treille 1859-ben. George Clarkson Stanfield festménye. Angers-i Múzeum
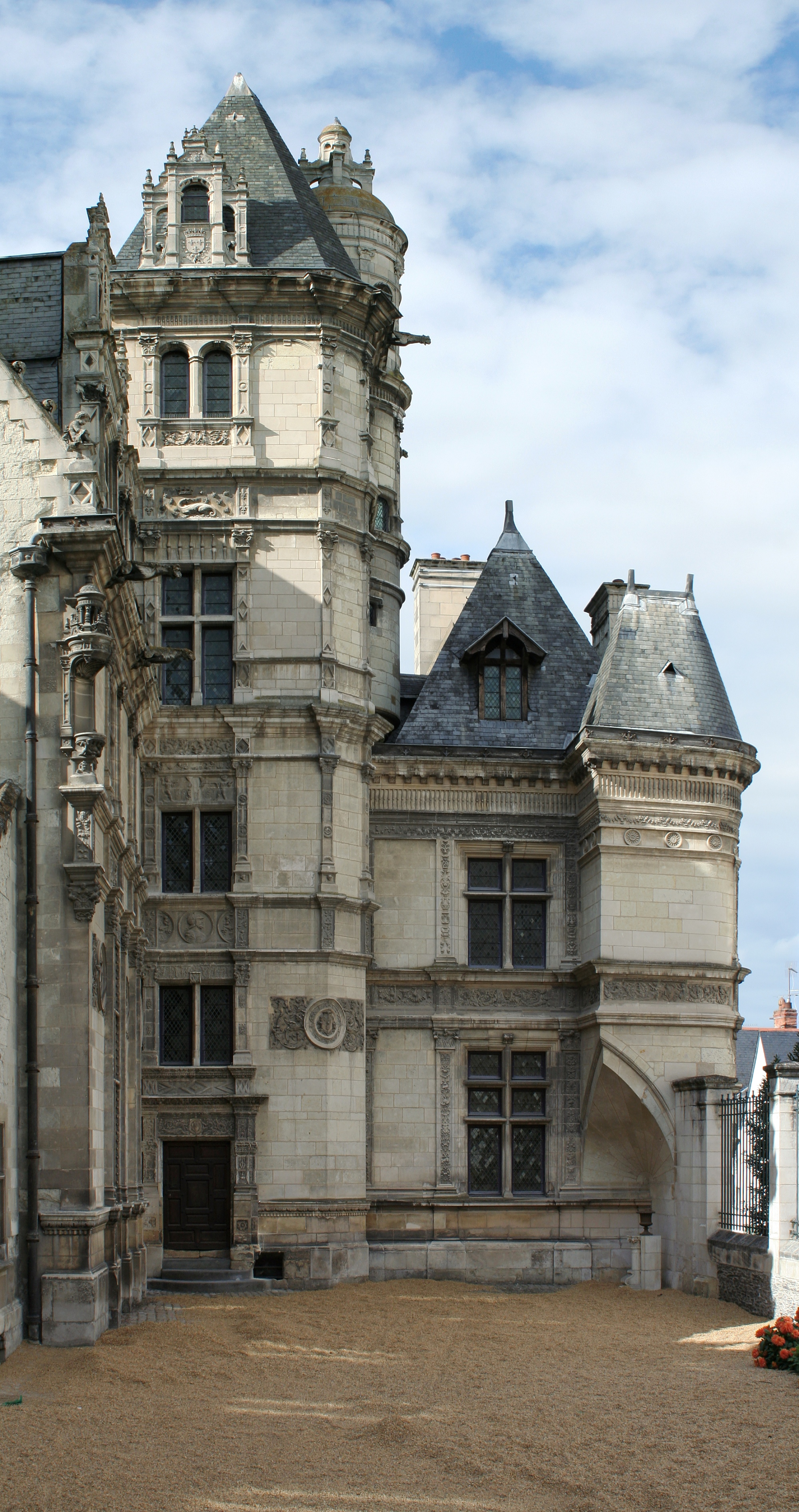
Angers, Musée Pincé, rue Lenepveu
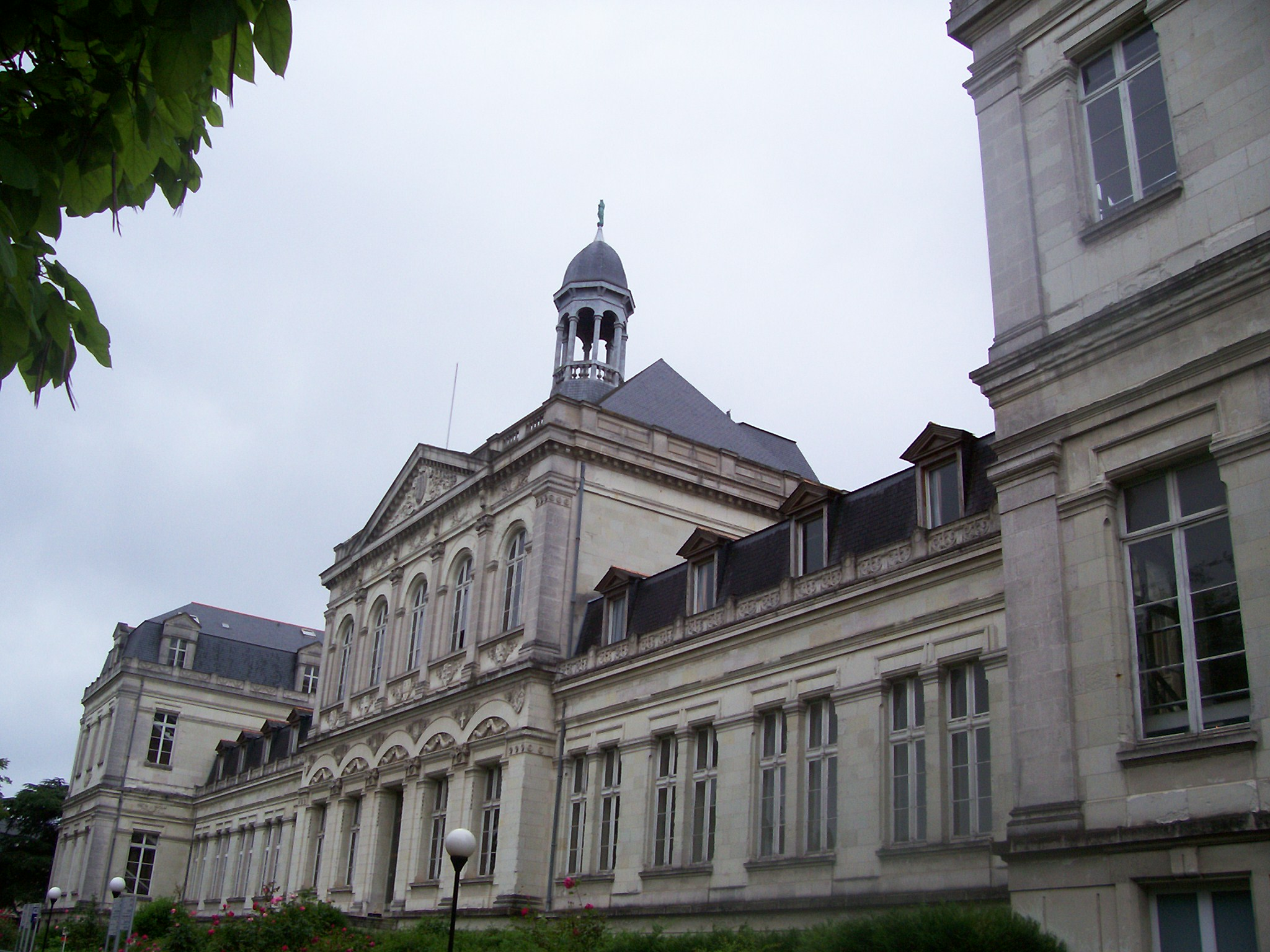
Az Angers-i Katolikus Egyetem, Université Catholique de l'Ouest
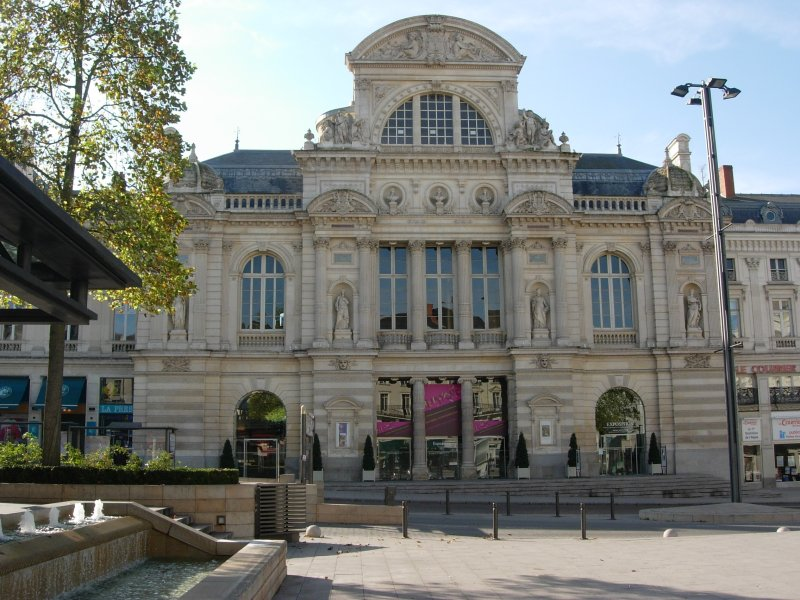
Az Angers-i Nagyszínház (Grand Théâtre) a Főtéren (Place du Ralliement)
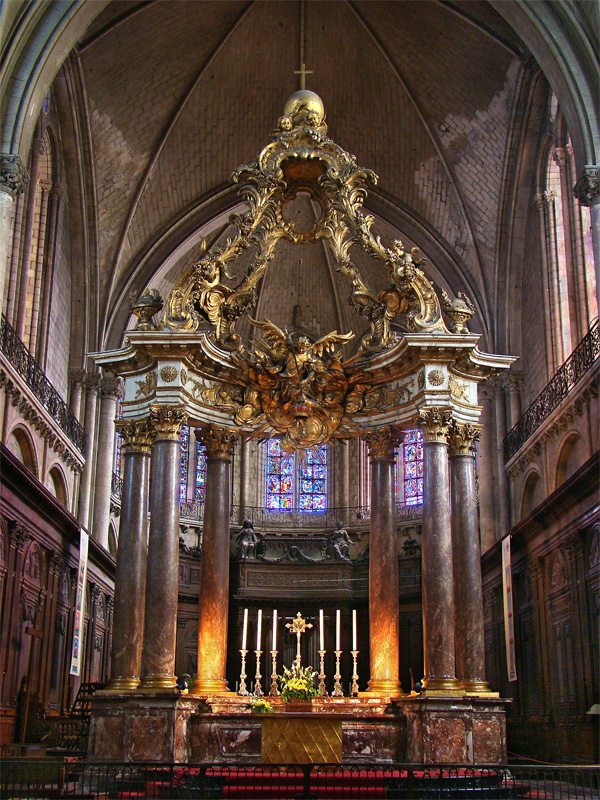
Az angers-i Saint-Maurice katedrális oltára
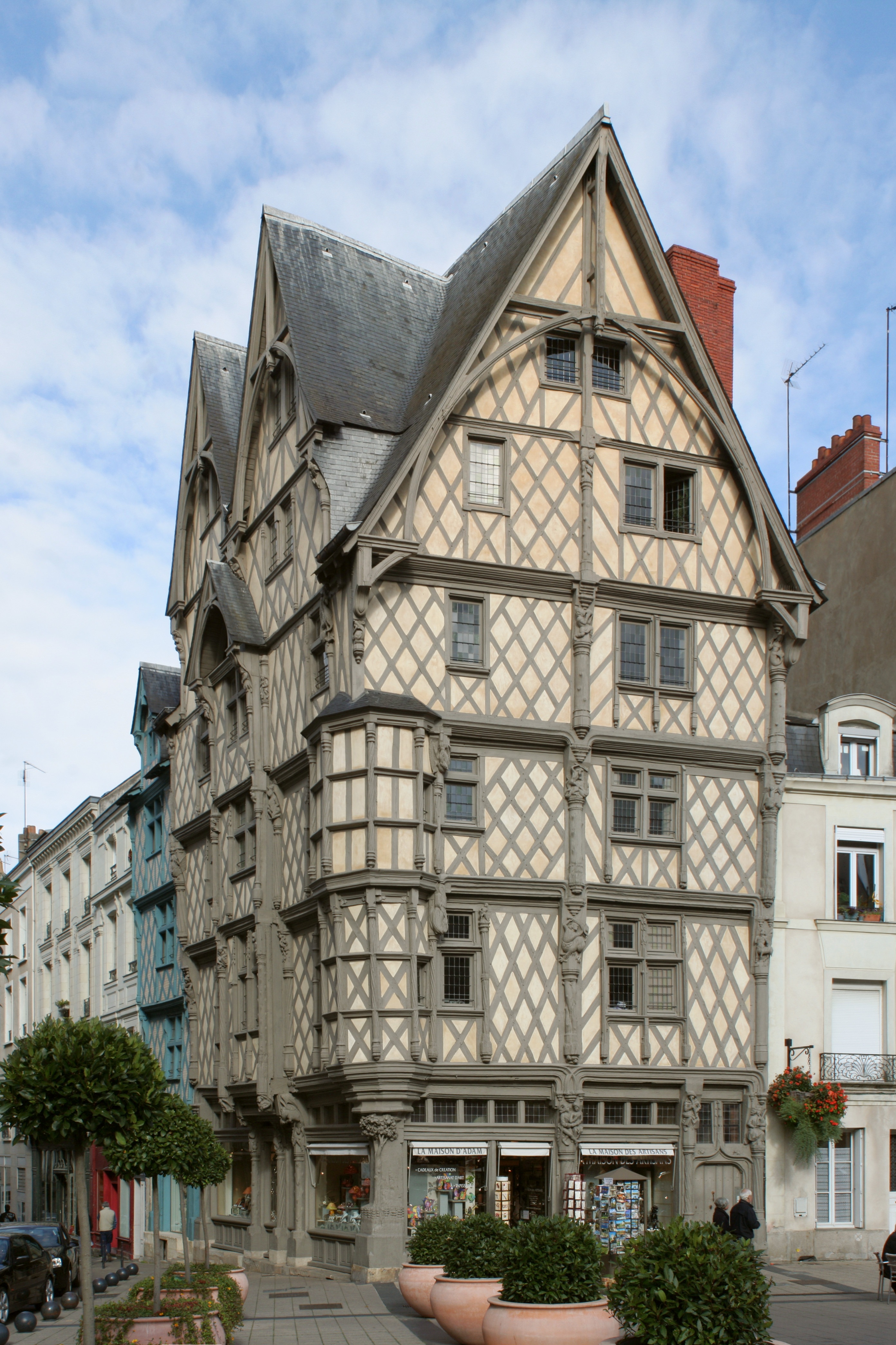
Maison d'Adam
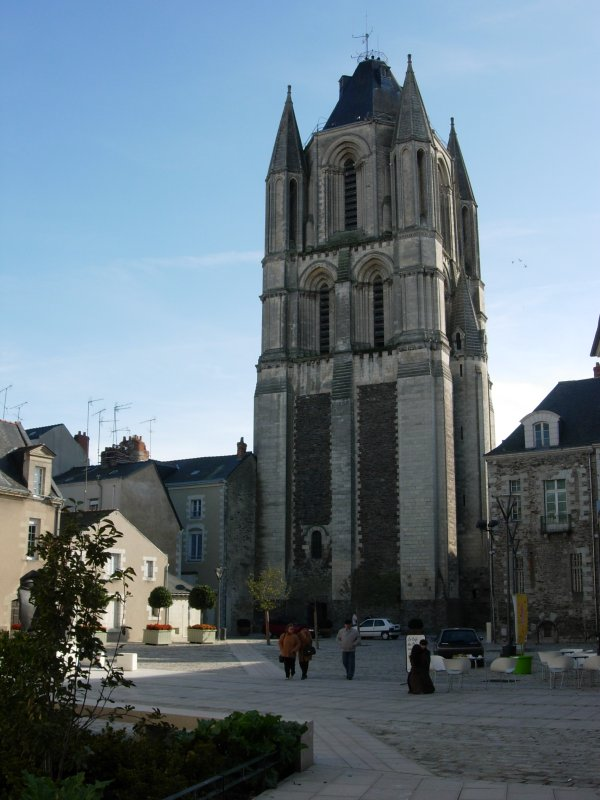
Tour Saint-Aubin
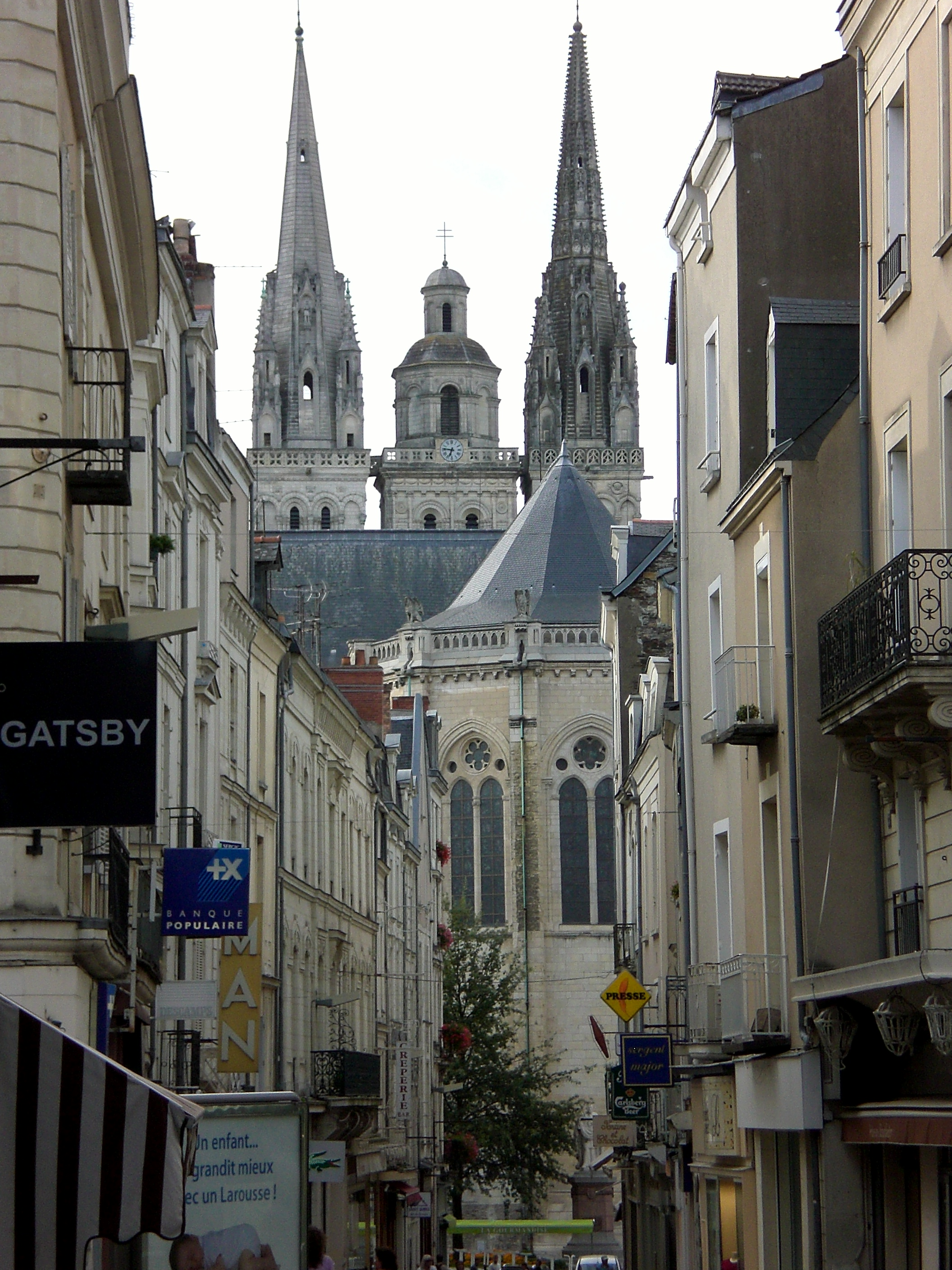
Az angers-i Saint-Maurice katedrális a központból tekintve